# صلاح زيتون
محمد صلاح الدين زيتون معماري مصري وُلد في عام 1345هـ / 1917م. أحد كبار المعماريين المصريين الذين ساهموا بدور كبير في النهضة المعمارية في مصر منذ الأربعينيات، وترك بصماته على العديد من المباني الهامة في مصر والخارج. كرس حياته لمهنته وعمل بصمت ليقدم للجيل الجديد من المعماريين نماذج ممتازة عن العمارة في المباني العامة أو السكنية وقد عرف عنه بين أقرانه بهدوئه الذي ظهر على عمارته وبدقته التي انعكست على التفاصيل المرهفة في اختيار المادة واللون وباستيعابه للبعد الثالث في العمارة. فهو من القلائل الذين اهتموا بالكليات بقدر اهتمامهم بالجزئيات حتى خرجت أعماله متكاملة التصميم محكمة التنفيذ وهو من المعماريين المعاصرين الذين تبنوا فكر الحداثة الغربية. وقد كان له موقف معارض من توجهات المعماري المصري حسن فتحي، حيث دارت بينهما سلسلة من السجالات على صفحات جريدة الأهرام

## المؤهلات العلمية
- بكالوريوس العمارة - كلية الهندسة – جامعة القاهرة – عام 1939.
- ماجستير العمارة من جامعة ألينوى بالولايات المتحدة - عام 1947. حيث أتيحت له فرصة العمل في مكتب المعماري العالمي المعروف فرانك لويد رايت.[3]

## التدرج الوظيفى[4]
- مهندس للتصميمات المعمارية بوكالة الشئون البلدية والقروية بوزارة الصحة، عام 1939.
- رئيس القسم الهندسى بإدارة المشروعات بوزارة الصحة، عام 1948.
- رئيس قسم المشروعات الصحية بإدارة المبانى، عام 1955.
- مفتش عام للعمارة والتصميمات المعمارية بالإدارة العامة للمبانى، عام 1958.

## أشهر أعماله
- عمارة مراد وهبة بشارع قصر النيل عام 1954م مع زميل عمره المعماري مصطفى شوقي.
- مبنى المركز الثقافي في بني غازي بليبيا مع زميله مصطفى شوقي عام 1960.
- فندق أطلس قرب ميدان الاوبرا 1963.
- تطوير المستشفى العام بنيقوسيا بقبرص عام 1964.
- تصميم معامل الأمصال في بيروت عام 1965.
- مبنى الكلية الأمريكية بالمعادي 1966.
- تصميم مبنى المقر الجديد لمعهد أبحاث البناء (الهيئة العامة لبحوث البناء والتخطيط والإسكان حاليا) عام 1959.
- المجزر الآلي للدواجن بالمطرية، أول مجزر أُنشئ بمصر 1970.
- تصميم البنك المركز اليمني في صنعاء، وتم الانتهاء من تنفيذ هذا المبنى عام 1980.
- ساحة الألعاب والمؤتمرات باستاد القاهرة 1984

يعتبر هذا المبنى من المشروعات الهامة التي اضطلع بها المعماري صلاح زيتون وكان الهدف من إقامة هذا المشروع هو إستكمال مجموعة المباني الرياضية حول استاد القاهرة لاستضافة دورة الألعاب الرياضية للدول الأفرو-آسيوية وهو أحد قرارات مؤتمر باندنج عام 1964 الذي دعا إلى إقامة هذه الدورات على أن تكون بدايتها في القاهرة.
واستغرق تصميم وتنفيذ هذا المشروع قرابة عشرين عاما بسبب نشوب الحرب مرتين مع إسرائيل وقد كلف صلاح زيتون بتصميم المشروع في أوائل عام 1965 وبدأ تنفيذ أساساته عام 1967. ولكنه سرعان ما توقف واستؤنف العمل فيه من جديد في أوئل الثمانينيات ليتم ويفتتح في نوفمبر عام 1984.

## مؤلفاته
- عمارة القرن العشرين
- البحث عن اصول العمارة في الإسلام
- دلائل أعمال التخطيط (12 مجلد)

## الجوائز والأوسمة
- وسام الجمهورية من الدرجة الرابعة تقديرا لأعماله في مجلس الخدمات العامة، وتقديرا لخدماته بوزارة الصحة 1955م.
- جائزة الدولة التشجيعية في الفنون من المجلس الأعلى لرعاية الفنون والآداب والعلوم الاجتماعية، عام 1962.
- نوط الامتياز من رئاسة جمهورية مصر العربية عام 1986م.
- شهادة تقدير من المؤتمر الثاني للمعماريين المصريين 1986م.